# Art Porter junior

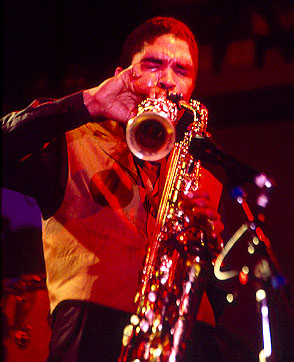
Art Porter junior

Arthur Lee „Art“ Porter Jr. (* 3. August 1961 in Little Rock; † 23. November 1996 in Bangkok) war ein US-amerikanischer Saxophonist des Smooth Jazz und Sohn des Pianisten Art Porter senior.
Art Porter wuchs in Little Rock auf und wurde in seiner musikalischen Ausbildung von seinem Vater, dem Pianisten und Musikpädagogen Art Porter senior gefördert. Mit 16 Jahren begann er ein einjähriges Studium am Berklee College of Music in Boston, Massachusetts, das er an der Virginia Commonwealth University fortsetzte. Dort hatte er Unterricht bei Ellis Marsalis. 1992 zog er nach Chicago, Illinois, wo er seine Studien mit dem Bachelor an der Northeastern Illinois University und dem Master an der Roosevelt University abschloss. Mentoren in Chicago waren Von Freeman und James Leary. Nach seiner Rückkehr nach Little Rock arbeitete er mit seinem Vater und später u. a. mit Jack McDuff, Pharoah Sanders, Gene Chandler und der Popgruppe After 7. 1991 erhielt er einen Plattenvertrag bei Verve Records; bei dem Label erschienen fünf Alben. Außerdem wirkte er bei Aufnahmen von Jeff Lorber, Tom Grant und Ramsey Lewis mit. Er starb im November 1996 in Bangkok bei einem Bootsunfall.

## Diskographie (Auszug)
- 1992: Pocket City
- 1993: Straight to the Point
- 1994: Undercover
- 1996: Lay Your Hands on Me
- 1998: For Art's Sake